# Östra Persön
Östra Persön är en bebyggelse vid västra stranden av Furufjärden öster om Boden i Luleå kommun. Vid SCB:s avgränsning 2020 klassades bebyggelsen som en småort.